# 24 heures sur 24
Pour plus de détails, voir Fiche technique et Distribution.
24 heures sur 24 (Twenty Four Seven) est un film britannique réalisé par Shane Meadows, sorti en 1997.

## Synopsis
Dans une ville ouvrière anglaise typique, les mineurs n'ont rien d'autre à faire que de traîner en gangs. Alan Darcy, un homme très motivé avec le même genre d'expérience de jeunesse, essaie de sortir les jeunes de la rue et de faire quelque chose en quoi ils peuvent croire, la boxe. Il ouvre un centre de formation qui est accepté avec gratitude par eux et les gangs fusionnent en un groupe d'amis. Darcy organise un combat public pour eux afin de prouver ce qu'ils ont appris. Un camp d'entraînement avec des randonnées dans les montagnes du Pays de Galles forge le groupe en une société de club très unie. Le jour du combat approchant, les jeunes boxeurs sont de plus en plus excités.

## Fiche technique
- Titre : 24 heures sur 24
- Titre original : Twenty Four Seven
- Réalisation : Shane Meadows
- Scénario : Shane Meadows et Paul Fraser
- Photographie : Ashley Rowe
- Décors : John Paul Kelly
- Costumes : Philip Crichton
- Montage : Bill Diver
- Musique : Neil MacColl et Boo Hewerdine (en)
- Production : Imogen West
- Société de production : BBC Film et Scala Films
- Sociétés de distribution : ARP Sélection (Paris)
- Pays de production : Royaume-Uni
- Langues originales : anglais
- Budget : £235,126 : 273,99 Euro
- Genre : Sport, Drame
- Format : Noir et blanc - 1,85:1
- Durée : 96 minutes
- Dates de sortie : 
  - Royaume-Uni : 3 avril 1998
  - États-Unis : 1er mai 1998
  - France : 4 novembre 1998

## Distribution
- Bob Hoskins : Alan Darcy
- Danny Nussbaum : Tim
- Justin Brady (en) : Gadget
- James Hooton (en) : 'Wolfman' Knighty
- Bruce Jones : le père de Tim
- Annette Badland : Pat, la mère de Tim
- Darren O. Campbell : Daz
- Jimmy Hynd : Meggy
- Karl Collins (en) : Stuart
- Joann Myers : Benny
- Anthony Clarke : Youngy
- Mat Hand : Wesley Fagash
- Dominic Dillon : Agent de sécurité du tribunal
- Ian Smith : Procureur
- Tanya Myers : Sally, la juge
- Tony Nyland : le père de Gadget
- Colin Higgins : le père de Knighty
- Maureen O'Grady : la mère de Knighty
- Frank Harper : Ronnie Marsh
- James Corden : Tonka
- Krishan Beresford : Alan Darcy jeune
- Jo Bell : Jo
- Pamela Cundell : Tante Iris
- Gina Aris : Sharon
- Sammy Pasha : Jimmy Marsh
- Paul Fraser : Photographe
- Ladene Hall : La petite amie de Daz
- Dena Smiles : La petite amie de Meggy
- John Baxter : Homme à l'extérieur de la boutique
- Shane Meadows : Homme avec casserole sur la tête
- Ben Rothwell : Homme vendant des fleurs
- Ron Bissel : Juge du match de boxe
- Mick Bleakley : Juge du match de boxe
- Derek Osborne : Juge du match de boxe
- Derek Groombridge : Entraîneur du Staffordshire
- Liam Walsh : Boxeur du Staffordshire
- Kevin Wallace : Boxeur du Staffordshire
- Dave Miller : Phil "L'animal" Yates
- Vincent Keane : Stephen S. Stephenson, Jr.
- Sun Hand : Jordon Fangash
- Sarah Thom : La fille de Fangash

## Distinctions

### Récompenses
- Festival international du film de Thessalonique 1997 : 
  - Meilleur scénario pour Shane Meadows et Paul Fraser

- 10e cérémonie des prix du cinéma européen : 
  - Prix du cinéma européen du meilleur acteur pour Bob Hoskins

- Mostra de Venise 1997 : 
  - Prix FIPRESCI de la Mostra de Venise

- Evening Standard British Film Awards (1998) : 
  - Meilleure réalisation technique / artistique pour Ashley Rowe

- Festival Premiers Plans d'Angers (1998) : 
  - Prix du jury, catégorie longs métrages pour Shane Meadows
  - Prix Telcipro pour Shane Meadows
  - Prix C.I.C.A.E. pour Shane Meadows

- British Independent Film Awards (1998) : 
  - Prix Douglas Hickox pour Shane Meadows

- Festival international du film de Valladolid (1998) : 
  - Meilleur nouveau réalisateur pour Shane Meadows
  - Meilleur directeur de photographie pour Ashley Rowe

- Brussels International Film Festival (1998) : 
  - Étoile de cristal du meilleur long métrage européen

- Castellinaria International Festival of Young Cinema (1999) : 
  - Bronze Castle pour Shane Meadows

### Nominations
- 51e cérémonie des British Academy Film Awards : 
  - Meilleur film britannique

- Dinard Festival du film britannique (1998) : 
  - Hitchcock d'or

- British Independent Film Awards (1998) : 
  - Meilleur film

- Festival international du film de Valladolid (1998) : 
  - Épi d'Or du meilleur film

- Festival international du film de Thessalonique 1997 : 
  - Alexandre d'or